# بيناكوفاك
بيناكوفاك (بالصربية السيريلية Бенаковац) هي قرية في البوسنة والهرسك. وهي تقع في بلدية بوزانسكا كروبا التابعة لكانتون يونا-سانا في اتحاد البوسنة والهرسك. طبقا لنتائج تعداد البوسنة عام 2013، فقد بلغ عدد سكانها 39 نسمة.

## التركيبة السكانية

### التطور التاريخي للسكان
| 1961 | 1971 | 1981 | 1991 | 2013 |
| ---- | ---- | ---- | ---- | ---- |
| 412  | 329  | 258  | 229  | 39   |

## وصلات خارجية
- (بالإنجليزية) Maplandia